# ماري آنا جاكسون
ماري آنا جاكسون (بالإنجليزية: Mary Anna Jackson)‏ هي عسكري أمريكية، ولدت في 21 يوليو 1831 في مقاطعة لينكن في الولايات المتحدة، وتوفيت في 24 مارس 1915 في تشارلوت في الولايات المتحدة.